# Bernhard Olsson
Olof Bernhard Olsson (i riksdagen kallad Olsson i Kollungeröd), född 13 december 1857 i Långelanda socken, död där 17 maj 1939, var en svensk lantbrukare och politiker (liberal). 
Bernhard Olsson, som kom från en bondesläkt, var lantbrukare i Kollungeröd i Långelanda socken, där han också valdes till kommunalstämmans ordförande 1900. Han var ledamot i landstingsfullmäktige 1904–1934.
Han var riksdagsledamot i andra kammaren 1918–1920 för Göteborgs och Bohus läns södra valkrets. I riksdagen tillhörde han Liberala samlingspartiet. Han var bland annat suppleant i bevillningsutskottet 1920. Som riksdagsledamot engagerade han sig främst i jordbruks- och fiskefrågor samt landsbygdens förhållanden. I en motion krävde han åtgärder för att minska rävstammen i landet.